# Capri Anderson

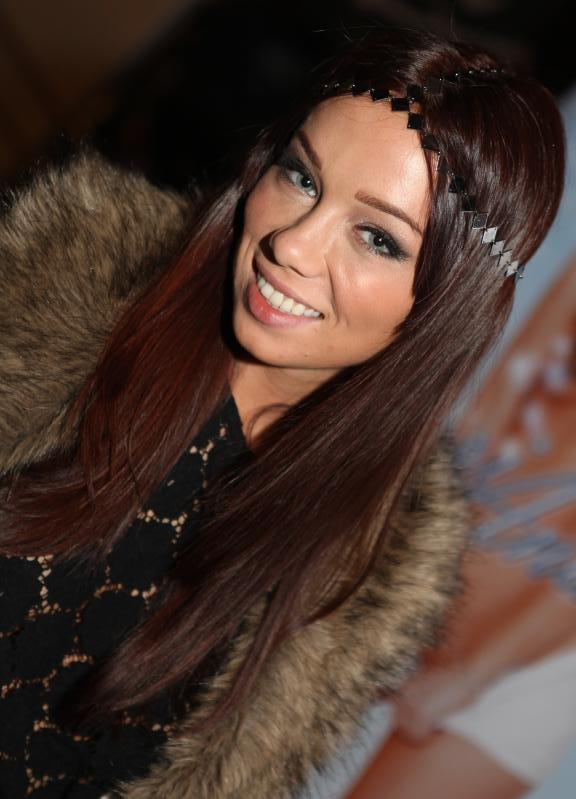
Capri Anderson (2012)

Capri Anderson (* 30. März 1988 in New York City als Christina Walsh) ist eine US-amerikanische Pornodarstellerin.

## Leben und Karriere
Anderson wuchs in New York City und Florida auf und begann ihre Karriere in der Hardcorebranche im Alter von 18 Jahren, als sie ein Sex-Tape mit ihrem damaligen Freund drehte und dies anschließend an eine Website verkaufte.
Im März 2011 unterzeichnete Capri Anderson einen Exklusivvertrag mit Vivid Entertainment Group und im Jahr 2011 spielte sie die Rolle in der Porno-Parodie Spiderman XXX: A Porn Parody des Regisseurs Axel Braun und in der vierten Fortsetzung des Films This Isn’t Twilight: The XXX Parody sowie in dem preisgekrönten Film Meow der Regisseurin Jenna Haze.
Sie drehte zudem mehrere Szenen bei Brazzers und Reality Kings und war sowohl bei den AVN Awards 2011 (Best Web Star) als auch 2012 (Crossover Star of the Year, Best Actress) in mehreren Kategorien nominiert. Im Oktober 2013 wurde die Porno-Parodie E.T. XXX – A Dreamzone Parody mit Anderson in der Hauptrolle veröffentlicht, was zu besonderer Medienberichterstattung führte.
Bis heute hat sie laut IAFD in 243 Filmen mitgespielt (Stand: September 2022).

## Verhältnis zu Charlie Sheen
Anderson wurde einem breiteren Publikum und der Öffentlichkeit im Oktober 2010 bekannt, als sie nach einem gemeinsamen Essen in einem Restaurant mit Charlie Sheen und seiner Exfrau Denise Richards in einen Skandal mit dem Schauspieler im The Plaza Hotel in New York City verwickelt war. Sheen verwüstete unter dem Einfluss von Alkohol und anderen Drogen das Hotelzimmer, nachdem er die Pornodarstellerin beschuldigte, seine Brieftasche und sein Handy gestohlen zu haben. Anderson flüchtete daraufhin in das Badezimmer und benachrichtigte den Sicherheitsdienst.
Im Nachgang erhob sie Anklage gegen Sheen wegen Körperverletzung, Nötigung und Freiheitsberaubung. Im Gegenzug strengten Sheens Anwälte eine Klage wegen Erpressung und Diebstahl an, zogen selbige aber im folgenden Jahr zurück.
Ein Interview des Sender ABC News zu den Vorfällen wurde sowohl in der Sendung Good Morning America als auch in Nightline ausgestrahlt. Weiterhin wurde sie in der Dokumentation Charlie Sheen: Bad Boy on the Edge des Fernsehsenders The Biography Channel interviewt.
Im Juli 2013 zog Capri Anderson zu Charlie Sheen.

## Filmografie (Auswahl)
- 2007: Cable Guy Sex
- 2007: Taxi Cab Cumfessions
- 2008: Petite Teen Sluts Plays With Both Holes
- 2008: Stella’s First Time
- 2009: All About Boobs
- 2009: Basket Munch Playoffs
- 2009: Caprimature Ejaculation
- 2009: Cum on the Boat
- 2009: Floral Bikini and Toy HD
- 2009: Gag Factor 30
- 2009: Keep Herself Happy
- 2009: Stubborn Knickers
- 2010: Big Bust Cougars 3: A Wet Dream Come True
- 2010: Bikini Capri
- 2010: Birthday Boy
- 2010: Capri Anderson Enjoys Her Fingers
- 2010: Capri Anderson Masturbates Her Wet Pussy
- 2010: Capri Anderson Strips and Mastrubates
- 2010: Fucking Machines 9198, 9199
- 2010: Just The Two Of Us
- 2010: Lady Classes
- 2010: Me and My Girlfriends
- 2010: Meow!
- 2010: Real Rubdown
- 2010: The Search for the Hottest Girl in America (Fernsehserie, drei Folgen)
- 2010: Sexual Her-Ass-Meant Everything To Me
- 2010: Too Much Fun in the Pool Striptease
- 2010: We Need Some Kinky Footage
- 2011: Floating in Coral Bikini Striptease
- 2011: I Kissed a Girl
- 2011: My Little Black Book
- 2011: My Pretty Pussy
- 2011: Sex Woman
- 2011: Sheer Polka-dot G-string
- 2011: Sheer Polka-dot G-string Striptease
- 2011: Spider-Man XXX: A Porn Parody (Spider-Man: A Porn Parody)
- 2011: Runaway
- 2012: Alexis and Georgia Have Pussy Play Time
- 2012: Dirty Desires (II)
- 2012: Maid For Seduction
- 2012: Pee-Wee’s XXX Adventure: A Porn Parody
- 2012: Superman vs. Spider-Man XXX: An Axel Braun Parody
- 2012: This Isn’t the Twilight Saga: Breaking Dawn – The XXX Parody Part 2
- 2012: Cuties 4
- 2012, 2013: Capri Anderson Live
- 2012, 2013, 2014: Capri Anderson Solo
- 2013: All You Can Eat Buffet Of Pussy At The Pool
- 2013: Criminal Desires (Fernsehfilm)
- 2013: E.T. XXX – A Dreamzone Parody
- 2013: Art of Romance
- 2013: OMG … It'’s the Leaving Las Vegas XXX Parody
- 2013: Only Girls
- 2013: Reservation for Three
- 2013: Streaker Girls
- 2013: Three for Passion
- 2014: Barely Legal: Fun in the Sun
- 2014: Me and My Girlfriend 9
- 2014: Obsessed
- 2015: Gettin' Hot By The Fire
- 2015: Girl and Her Toy
- 2016: Capri Anderson Masturbating Live
- 2016: Roulette Night
- 2016: Spicy Map
- 2016: Study Session
- 2016: Wet For Women 4
- 2017: Capri Has One Tight Body

## Auszeichnungen
- 2013: AVN Award als Best Supporting Actress in Pee-Wee’s XXX Adventure: A Porn Parody[11]